# Guillermo Reyes
Guillermo Reyes, vollständiger Name Guillermo Martín Reyes Maneiro, (* 10. Juli 1986 in Mercedes) ist ein uruguayischer Fußballspieler.

## Karriere
Der auf der Position des Torhüters spielende, 1,86 Meter große Reyes stand in der Clausura 2007 in Reihen des Danubio FC. Dort gehörte er als Ersatztorhüter zum Kader, der die uruguayische Landesmeisterschaft in jener Spielzeit gewann. In den Spielzeiten 2007/08 und 2008/09 ist dann eine Station beim Club Atlético Peñarol verzeichnet. In der Folgesaison stand er beim Rocha FC unter Vertrag. Anschließend wechselte Reyes zum Club Atlético Rentistas. Dort bestritt er in der Saison 2011/12 28 Ligaspiele in der Primera División. Am Ende der Saison musste er mit seiner Mannschaft den Gang in die Zweitklassigkeit antreten. In der Folgezeit spielte er für den mexikanischen Erstligisten Atlas Guadalajara. Dort kam er von der Apertura 2012 bis einschließlich der Apertura 2013 18-mal in der Liga zum Einsatz. In der Spielzeit 2013/14 stand er nach deren Wiederaufstieg wieder bei Rentistas im Kader und absolvierte bis zum Abschluss der Clausura 2014 28 Einsätze in der Primera División. Anschließend schloss er sich dem chilenischen Klub Huachipato an. Dort stand er in 19 Erstligabegegnungen und einer Partie der Copa Chile auf dem Platz. Anfang Juli 2015 kehrte er zu Rentistas zurück. In der Spielzeit 2015/16 absolvierte er 30 Erstligaspiele. Sein Verein stieg am Saisonende in die Zweitklassigkeit ab. Es selbst blieb jedoch durch einen Wechsel Anfang Juli 2016 zu Defensor Sporting in der höchsten uruguayischen Spielklasse. In der Saison 2016 bestritt er dort zwölf Erstligaspiele.

## Erfolge
- Uruguayischer Meister 2006/07